# Dave Tarras
Dave Tarras (Ternivka, 1897 – Oceanside, 13 februari 1989) was een van de bekendste klezmerklarinettisten uit de 20e eeuw.
Dave Tarras werd geboren in Ternivka (een plaatsje in het oosten van het oblast Vinnytsja in Oekraïne) als 'Dovid Tarraschuk'. Hij was de zoon van een klezmer-trombonist en badkhn en groeide op met muziek en bespeelde al jong een aantal instrumenten. In 1915 werd hij ingelijfd in het leger van de Tsaar maar bleef dankzij zijn muzikale talenten uit de frontlinies.  In 1921 emigreerde hij naar New York waar hij enige tijd in een textielfabriek werkte totdat hij merkte dat hij als muzikant zijn kost kon verdienen. Hij speelde vervolgens als klarinettist in veel van de klezmerensembles die New York rijk was. Naast muziek van joodse origine nam hij ook Griekse, Poolse en Russische melodieën op, iets dat gemaskeerd werd door zijn gebruik van pseudoniemen op zijn opnames van Columbia Records Een voorzichtige schatting stelt dat hij deelnam aan 500 opnames tijdens zijn loopbaan.
Zijn bedrevenheid en vooral daarnaast zijn betrouwbaarheid maakte dat hij veel langer gevraagd bleef worden dan zijn tijdgenoten zoals Naftule Brandwein.  Tarras' ervaring als lid van een tsaristische militaire kapel, zijn vermogen om van blad te kunnen spelen en zijn uitstekende beheersing van de Jiddische muziekstijl maakte hem gewild bij bandleaders.
Toen de klezmermuziek na de Tweede Wereldoorlog uit de mode raakte bleef Tarras als een van de weinigen actief als klezmermuzikant. Zijn manier van spelen wordt gekarakteriseerd als glad en statig met opzettelijk ritmische frasering. Zijn persoonlijk repertoire was een gevolg van zijn Bessarabische achtergrond en invloeden van Joodse en zigeunermuziek.
Zev Feldman schrijft niet alleen de "Bessarabisering" van joodse dansmuziek toe aan Dave Tarras, maar ook het vervangen van de tot dan toe dominante freylekh door de bulgar.
Tarras' invloedrijkste opname  Tanz! (1956) was het idee van zijn schoonzoon klarinettist/saxofonist Sammy Musiker. Het album waarop jazz en klezmeridioom gecombineerd wordt, werd weliswaar bij uitkomen niet best ontvangen, maar staat centraal in de klezmerrevival van de jaren zeventig en later.
In het begin van de klezmerrevival fungeerde Tarras als mentor voor veel jonge musici aan het begin van kun carrière zoals mandolinist Andy Statman.
Tarras overleed op 95-jarige leeftijd in 1989 in Oceanside in New York. Hij liet een dochter en zoon alsook 7 kleinkinderen na.
Tarras is onderwerp van een recente biografie door Yale Strom: Dave Tarras - The King of Klezmer.
- Bibliothèque nationale de France: cb13988502s (data)
- CiNii: DA16567750
- International Standard Name Identifier: 0000 0000 6653 4954
- Library of Congress Control Number: n90692802
- MusicBrainz: af65c3ba-b8b3-431b-9a49-291748729816
- Nationale Bibliotheek van Israël: 987007268730905171
- Nederlandse Thesaurus van Auteursnamen: 332194477
- SNAC: w61w7s08
- Virtual International Authority File: 7583310
- WorldCat: E39PBJfMhB9TJr7c4y78GxGyh3